# طواف إيطاليا 1947
طواف إيطاليا 1947 هو سباق دراجات هوائية أقيم في إيطاليا بتاريخ 24 مايو - 15 يونيو، تكون السباق من 20 مرحلة وامتدّ لمسافة 3843 كم بسرعة 33. 153 كم/س، استغرق السباق 115 ساعة 55 دقيقة 07 ثانية. فاز به الإيطالي فاوسطو كوبي وحلّ ثانيا جينو بارتلي.

## الترتيب
| م                     | الدرّاج      | البلد   | الزمن                      |
| --------------------- | ----------- | ------- | -------------------------- |
| الفائز بالترتيب العام | فاوسطو كوبي | إيطاليا | 115 ساعة 55 دقيقة 07 ثانية |
| الثاني                | جينو بارتلي | إيطاليا |                            |
| التسلق                | جينو بارتلي | إيطاليا | -                          |